# هارالد کریستنسن (دوچرخه‌سوار)
هارالد کریستنسن (دانمارکی: Harald Christensen; ۹ آوریل ۱۹۰۷ – ۲۷ نوامبر ۱۹۹۴) دوچرخه‌سوار اهل دانمارک بود.
وی در مسابقات کشوری و بین‌المللی در مجموع برندهٔ ۱ مدال برنز شده‌است.